# Municipio de Primorsko
El municipio de Primorsko es un municipio de la provincia de Burgas, Bulgaria, con una población estimada a final del año 2017 de 6151 habitantes. 
Se encuentra ubicado al sureste del país, cerca de la costa del mar Negro y de la frontera con Turquía. Su capital es la ciudad de Primorsko.